# Дженифър Макмеън
Дженифър Макмеън (на английски: Jennifer McMahon) е американска писателка на произведения в жанра трилър, криминален роман и хорър.

## Биография и творчество
Дженифър Макмеън е родена на 5 юни 1968 г. в Хартфорд, Кънектикът, САЩ. Следва в Годар Колидж, където завършва през 1991 г. с бакалавърска степен, след което получава магистърска степен по творческо писане във Върмонт Колидж. След дипломирането си работи на различни временни места до 2000 г. и после се посвещава на писателската си кариера.
Първият ѝ роман „Обещай да не казваш“ е издаден през 2007 г. и е трилър история със свръхестествени нюанси. Следващият ѝ трилър, „Островът на изгубените момичета“, е издаден през 2008 г. Романът става бестселър в списъка на „Ню Йорк Таймс“ и я прави известна. Следващият ѝ роман, „Моето момиче Тики“, от 2008 г. е на лесбийска тийнейджърска и е включен в списъка „Дъга“ на Американската библиотечна асоциация за 2009 г. Романът ѝ „Разглобени“ от 2009 г. е номиниран за литературната награда „Ламбда“ за ЛГБТ тематика.
През 2015 г. е издаден романът ѝ „Зимните хора“. Градът Уест Хол, Върмонт, е обвит от мрачни легенди, откакто през 1908 г. Сара Харисън Шей е открита мъртва зад къщата си, няколко месеца след трагичната смърт на дъщеря ѝ. В днешни дни изчезва майката на Рути и тя започва да търси истината. Заедно със сестричката си откриват дневника на Сара Харисън Шей, скрит в дома им, като срещат и други хора с изчезнали близки, а разкриването на тъмни тайни от миналото може би ще спре повторението им.
През 2019 г. е издаден трилърът ѝ „Поканените“. В историята Хелън и Нейт решават да създадат къщата на мечтите си в малкото спокойно градче Хартсбъро. Но парцелът земя е свързан с ужасяващата легенда за Хати Брекънридж, която е била обесена заради подозрения във вещерство. Хелън, бивша учителка по история, събира материали и предмети свързани с легендата, но това привлича в новия дом злокобна сила, застрашаваща както домакините, така и съседите им.
Дженифър Макмеън има граждански съюз с партньорката си Дреа, с която имат дъщеря, Зела. Тя живее в стара викторианска къща в Монтпилиър, Върмонт и във Флорида.

## Произведения

### Самостоятелни романи
- Promise Not To Tell (2007)[1][2][3][4]
- Island of Lost Girls (2008)
- My Tiki Girl (2008)
- Dismantled (2009)
- Don't Breathe a Word (2011)
- The One I Left Behind (2013)
- The Winter People (2014)
- The Night Sister (2015)
Зимните хора, изд. „Бениториал“ (2022), прев. Анелия Петрунова
- Burntown (2017)
- The Invited (2019)
Поканените, изд. „Бениториал“ (2023), прев. Анелия Петрунова
- The Drowning Kind (2021)
Удавниците, изд. „Бениториал“ (2021), прев. Илияна Бенова
- The Children on the Hill (2022)
- My Darling Girl (2023)

### Разкази
- The Deer Wife (2019)[1]
- Idiot Girls (2022)